# 耶日·亚当斯基
耶日·亚当斯基（波蘭語：Jerzy Adamski，1937年3月14日—2002年12月6日），波兰男子拳击运动员。他曾代表波兰参加1960年夏季奥林匹克运动会拳击比赛，获得男子57公斤级银牌。